# Parafia św. Józefa Robotnika w Zgorzelcu
Parafia św. Józefa Robotnika – parafia rzymskokatolicka należąca do dekanatu zgorzeleckiego diecezji legnickiej

## Historia
W 1978 roku ks. Prałat Jan Kozak proboszcz Parafii św. Bonifacego w Zgorzelcu uzyskał pozwolenie i rozpoczął budowę dwupoziomowego kościoła według projektu mgr. arch. Wojciecha Kurowskiego, mgr arch. Aliny Niedźwiedzkiej-Kurowskiej, mgr. inż. Jana Niedźwiedzkiego, projekt konstrukcyjny mgr. inż. Wojciecha Marszałka. Projekt kościoła wzorowany był na Katedrze Najświętszej Marii Panny w Tokio. 
W 1981 roku kamień węgielny pochodzący z wykopalisk wokół Grobu Księcia Apostołów wmurował Arcybiskup Metropolita Wrocławski Henryk Gulbinowicz. Parafia została erygowana w 1990 roku przez kardynała Henryka Gulbinowicza po wydzieleniu jej z parafii św. Bonifacego w Zgorzelcu. 1 maja 2000 Biskup Legnicki Tadeusz Rybak poświęcił kościół św. Józefa Robotnika i konsekrował ołtarz.

## Proboszczowie
- ks. Jan Kozak (proboszcz parafii św. Bonifacego)
- ks. Józef Sabaś
- ks. Stanisław Potocki
- ks. Kazimierz Pietkun
- ks. Franciszek Molski